# Développeur web
 (avril 2023).
Un développeur web est un informaticien spécialisé dans la programmation ou expressément impliqué dans le développement des applications du web, ou des applications qui sont exécutées à partir d'un serveur web sur un navigateur web et qui utilisent le protocole HTTP comme vecteur de transmission de l'information.

## Nature de l'emploi
Les développeurs web peuvent travailler dans différents types d'organisations, y compris les grandes sociétés et les gouvernements, les petites et moyennes entreprises. Certains développeurs web travaillent pour un organisme comme employés à temps plein, tandis que d'autres peuvent travailler comme des consultants indépendants ou comme sous-traitants pour une agence d'emploi, une agence web ou une ESN. Ils peuvent être salariés ou bien freelances.
Les développeurs web interviennent à la fois côté serveur et au niveau front-end. Cela implique généralement la mise en œuvre de tous les éléments visuels que les utilisateurs peuvent voir et utiliser dans l'application web, ainsi que tous les services web et API qui sont nécessaires pour alimenter le front-end.

## Type de travail effectué
Les applications web modernes contiennent souvent trois niveaux ou plus, et en fonction de la taille de l'équipe dans laquelle un développeur travaille, il ou elle peut se spécialiser sur un ou plusieurs de ces niveaux - ou peut jouer un rôle davantage interdisciplinaire. Par exemple, dans une équipe de deux personnes, un développeur peut se concentrer sur les technologies envoyées au client tels que HTML, CSS, JavaScript. Pendant ce temps, l'autre développeur peut se concentrer sur l'interaction entre les frameworks côté serveur, le serveur web et le système de base de données. De plus, selon la taille de leur organisation, les développeurs peuvent travailler en étroite collaboration avec un rédacteur de contenu, un conseiller en marketing, un designer UX, un concepteur web, un producteur web, un chef de projet, un architecte logiciel, ou un administrateur de base de données - ou ils peuvent être chargés de tâches telles que la conception web et la gestion de projet eux-mêmes.

## Qualifications
Aucune certification ou diplôme n'est obligatoire pour exercer ce métier. Les développeurs web peuvent être autodidacte, ou bien avoir suivi une formation spécialisée. Les formations les plus courantes sont des cursus en informatique (ou multimédia) de type bac+2, licence, master ou école d'ingénieur.
De nombreuses formations menant au poste de développeur web peuvent être suivies en alternance en entreprise. Il existe également de nombreux tutoriels et articles pour apprendre le développement web, librement accessible sur le web (W3Schools, Grafikart, Codecademy, MDN Web Docs, etc.).
Le travail de développeur nécessite des connaissances et compétences, notamment parmi les domaines suivants :
- HTML,
- CSS,
- JavaScript,
- serveur/client côté architecture,
- Programmation dans l'un des nombreux langages côté serveur (par exemple, Perl, Python, Ruby, PHP, Go, Java, ASP, ASP.NET)
- Capacité à utiliser une base de données avec un langage de requête comme SQL,
- La création d'une application web monopage avec l'utilisation d'outils tels qu'Ember.js[3], React[4] ou Angular[5].

Selon les spécialités et compétences, le terme « développeur web » peut être remplacé par des désignations techniques plus spécifiques : intégrateur web, concepteur web, développeur front-end, développeur back-end, développeur full stack, ingénieur web, développeur PHP, architecte, lead programmer (en), etc.

## Les qualités du développeur web
Le développeur doit faire preuve de certaines qualités[Selon qui ?][réf. nécessaire] afin de mener à bien les différents projets qui lui sont confiés :
- Être autonome
- Être organisé : tenir un planning des tâches à exécuter et respecter les délais
- Savoir travailler en équipe
- Savoir s'adapter aux spécificités de chaque projet et de proposer les meilleures solutions
- Savoir réactualiser ses connaissances
- Savoir apporter des innovations technologiques
- Savoir s’adapter à son environnement de travail
- Faire preuve de savoir-être